# Base Chevalley
Em matemática, mais especificamente na álgebra, uma Base Chevalley para uma álgebra de Lie complexa simples é uma base construída de modo que todas as constantes de estrutura relativas a ela sejam inteiras. O nome se deve a Claude Chevalley, que primeiro provou a existência de tais bases.
As bases de Chevalley são o ponto de partida para a construção de certos grupos que são análogos aos grupos de Lie sobre corpos finitos, chamados Grupos de Chevalley.
Os geradores de um grupo de Lie são divididos em geradores H e E tais que:
{\displaystyle [H_{\alpha _{i}},H_{\alpha _{j}}]=0}
{\displaystyle [H_{\alpha _{i}},E_{\alpha _{j}}]=A_{ij}E_{\alpha _{j}}}
{\displaystyle [E_{\alpha _{i}},E_{\alpha _{j}}]=H_{\alpha _{j}}}
{\displaystyle [E_{\beta },E_{\gamma }]=\pm (p+1)E_{\beta +\gamma }}
onde p = m se β + γ é uma raiz e m é o maior inteiro positivo tal que γ − mβ é uma raiz.